# Halobrecta
Halobrecta är ett släkte av skalbaggar som beskrevs av Thomson 1858. Halobrecta ingår i familjen kortvingar.
Kladogram enligt Catalogue of Life och Dyntaxa:
| Halobrecta | \| \| Halobrecta algophila \| \| \| \| \| \| Halobrecta flavipes \| \| \| \| \| \| Halobrecta puncticeps \| \| \| \| |
|            | \| \| Halobrecta algophila \| \| \| \| \| \| Halobrecta flavipes \| \| \| \| \| \| Halobrecta puncticeps \| \| \| \| |
|            | Halobrecta algophila                                                                                                 |
|            | |
|            | Halobrecta flavipes                                                                                                  |
|            | |
|            | Halobrecta puncticeps                                                                                                |
|            | |